# Walter Chales de Beaulieu
  Walter Chales de Beaulieu   est un général allemand de la Seconde Guerre mondiale.

## Biographie
Le 21 juin 1915, il rejoint le 1er régiment d'artillerie de campagne en Mazurie. Il reçoit une formation à l'école de tir d'artillerie de Jüterbog. En décembre 1915 il rejoint un régiment sur le front de l'Est. Le 20 mars 1916, il est promu lieutenant. En décembre 1916, il rejoint le Front de l'Ouest. Il reçoit la croix de fer des deux classes.
Après la guerre, il rejoint la Reichswehr dans le 2e Régiment de Cavaliers. De 1937 à 1939 il est professeur de tactique à l'Académie militaire.
Durant la seconde Guerre mondiale, lors de l'opération Barbarossa il est chef de l'état-major général dans la 4e Panzerdivision sous le commandement du général et plus tard du général Erich Hoepner. Il commande ensuite la 168e division d'infanterie puis la 23e division d'infanterie,,.
Il est arrêté par la Gestapo le 12 septembre 1944 car il a été le chef d'état-major du colonel-général Erich Hoepner, qui a participé au Complot du 20 juillet 1944. Il est libéré le 31 janvier 1945. 